# Rocky Anderson

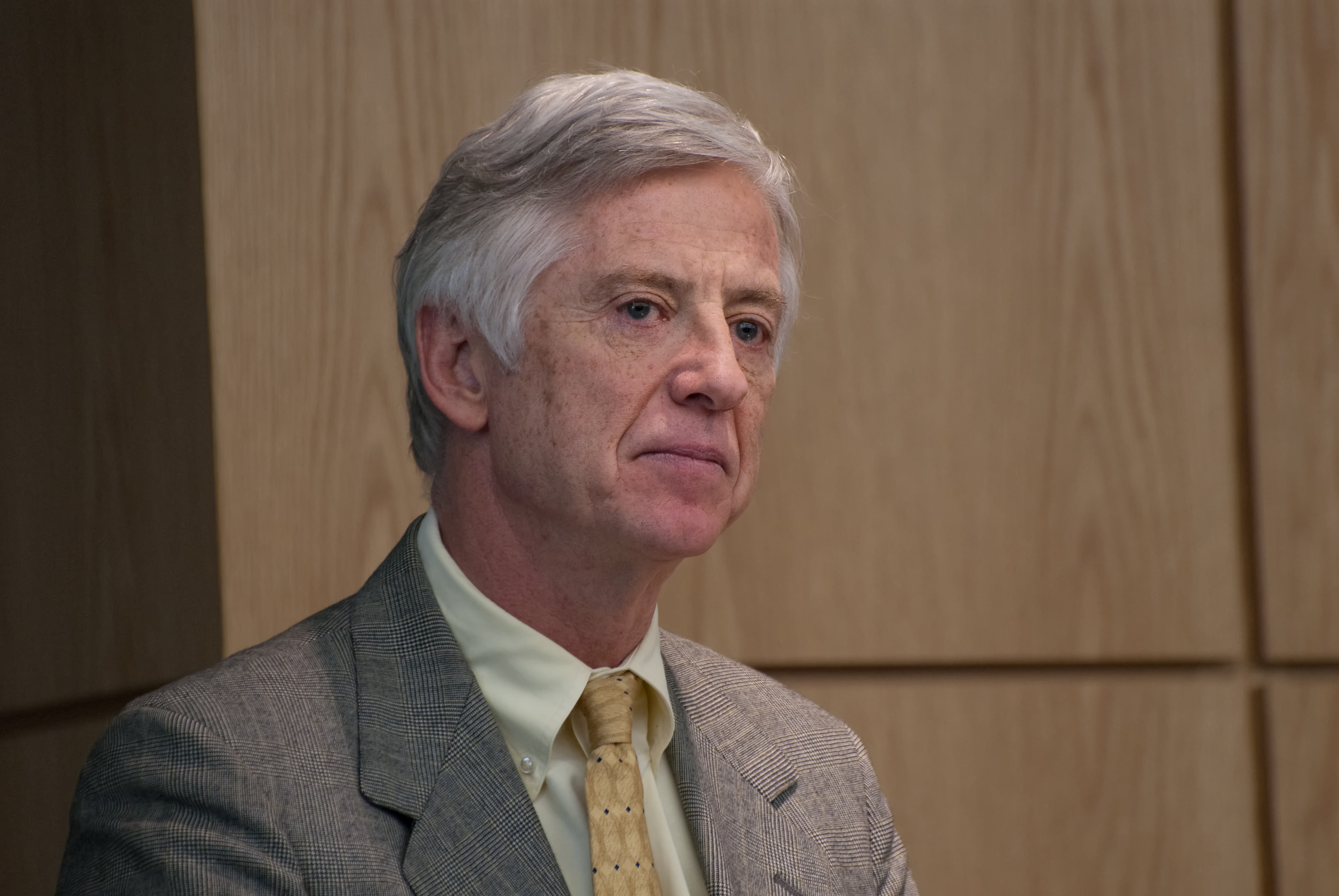
Rocky Anderson

Ross C. “Rocky” Anderson (* 9. September 1951 in Logan, Utah) ist ein US-amerikanischer Politiker. Er war von 2000 bis 2008 Bürgermeister von Salt Lake City, der Hauptstadt des US-Bundesstaates Utah. Vor seiner Kandidatur war er Vorsitzender der lokalen Organisation der American Civil Liberties Union (ACLU).
Anderson absolvierte im Jahr 1978 die Law School der George Washington University mit Auszeichnung, bevor er zunächst für 21 Jahre als Rechtsanwalt in Salt Lake City arbeitete. 1996 bewarb er sich ohne Erfolg als Kandidat der Demokraten für den Kongress.
Anderson gehörte bis zum Jahr 2011 der Demokratischen Partei an, trat jedoch in dem Jahr aus Enttäuschung über die Politik der Partei aus. Er trat bei den Präsidentschaftswahlen 2012 als Kandidat der neugegründeten Justice Party an. Er erhielt 43.018 Stimmen bzw. 0,03 Prozent der Stimmen.